# 祝福のカンパネラ
『祝福のカンパネラ』（しゅくふくのカンパネラ）は、ういんどみるOasisから2009年1月30日に発売されたアダルトゲーム。カンパネラとサブタイトルの「la campanella della benedizione」はそれぞれイタリア語で鐘と「祝福の鐘」の意。
本作品のファンディスク『祝祭のカンパネラ! -la campanella di festività-』並びに、10周年記念タイトル版『祝福のカンパネラ Plus Stories』についても、このページで扱う。

2021年7月30日発売の「祝福のカンパネラ」シリーズ完全新作『悠久のカンパネラ』は、別記事で扱う。

## 作品概要
2006年に発売された『はぴねす!りらっくす』に次ぐ、ういんどみるOasisの第2作目として開発が開始された。
キャラクターデザインは、ういんどみるにおいて『結い橋』・『くれいどるそんぐ』・『はぴねす!』、ういんどみるOasisにおいて『はぴねす!りらっくす』のキャラクターデザインを行ったこ〜ちゃが担当している。
こ〜ちゃの前作『はぴねす!』同様、販売促進活動として、メインヒロイン4人のキャラクターソングを収録したCDがゲーム本体に先立って発売されるなど、大規模な宣伝活動が行われている。角川書店の「コンプティーク」2008年11月号より虎向ひゅうらによる漫画版も連載されている。また、2010年7月から9月までテレビアニメが放送された。さらに2010年9月30日にはPlayStation Portableへの移植版『祝福のカンパネラ Portable』が角川書店より発売された。また、同年10月29日にはファンディスク『祝祭のカンパネラ! -la campanella di festività-』が発売された。
2021年6月25日に10周年記念タイトル第1弾として『祝福のカンパネラ Plus Stories』が発売。第2弾となるシリーズ完全新作の「悠久のカンパネラ」のティザーサイトも発表されている。

## 「祝福のカンパネラ」シリーズ
- 2009年1月30日 - 祝福のカンパネラ -la campanella della benedizione-
- 2010年10月29日 - 祝祭のカンパネラ！ -la campanella di festività-
- 2021年6月25日 - 祝福のカンパネラ Plus Stories
- 2021年7月30日 - 悠久のカンパネラ

## あらすじ
物語の舞台はエルタリアと呼ばれる貿易都市国家である。エルタリアに住む主人公のレスター・メイクラフトはアイテム技師であり、「Oasis」という冒険者クランに所属している。物語が始まる年は「エール」というエネルギーが満ちる年であり、近々流星群が訪れると予測されている。レスターはエルタリアの公女であり幼なじみのカリーナ・ベルリッティや、人形師であるアニエス・ブーランジュ、神殿騎士のチェルシー・アーコット達と共に流星群を見に行くことになる。流星群が降る夜、観察していたレスターの近くに星が落ちてくる。星の落下地点に訪れたレスター達はそこで、オートマタの少女・ミネットと出会う。新しい出会いの後にレスターは新たな騒動に巻き込まれていく。

## 登場人物
※担当声優はPC版本編 / PC版ファンディスク / 10周年記念タイトル版 / テレビアニメ版 / PSP版の順。

### メインキャラクター
レスター・メイクラフト（Leicester Maycraft）
声：岡本信彦
血液型：AB型 身長：176cm
本作の主人公。冒険者クラン「Oasis」に所属するアイテム技師。優秀な技師であり、発想力や着眼点も優れている為、彼の手によるアイテムは結構な人気の品であり、そのためクエスト以外でも、様々なアイテムの作成や修理の依頼を受けている。
また時折、色々なアイテム（自動巻き懐中時計、洗濯機など）を発明するが、ビーム発射装置など、必要のない機能までアイテムに仕込みたがるのと、周囲を暖める装置にそのまんま「暖房機」と名付ける等、ネーミングセンスが今イチなのが欠点。
一応、クラン「Oasis」のマスターはカリーナだが、クエストの選択や戦闘の際の指示は彼に一任されており、実質的なリーダー役を担っている。
ミネット（Minette）
声：杏子御津 / 同左 / 同左 / 門脇舞以 / 同左
血液型：? 身長：142cm スリーサイズ：66.5（AA）/50/68
精巧に作られたオートマタ。体の機構から全て人間そっくり。天真爛漫で、皆から愛される存在。大聖堂の隠し部屋で眠りについていたが、流星群の日にエールの塊である流星が落ちてきたことで起動した。目覚めた時最初に出会ったレスターのことを「パパ」と呼んで慕うようになる。
伝説の人形師と呼ばれたアルトワーズの作ったオートマタで、アーティファクトの「魂白珠（アニマペルラ）」をコアにしているため、その力でエールを感知したり、晶石モンスターを沈静化させることができる等の能力を持っている。
カリーナ・ベルリッティ（Carina Verritti）
声：莉稲るり / 同左 / 同左 / こやまきみこ / 同左
血液型：B型 身長：162cm スリーサイズ：89（F）/55/85
エルタリアの公女で、「エルタリアの宝石」と呼ばれる程の、相当な才女であり淑女。淑女を体現した様な母を尊敬しており、目標にしている。
レスターとは、身分を越えた幼馴染同士で、幼い頃からレスターを慕い続けている。
クラン｢Oasis｣のマスターで、今は廃れた技術である「魔法」を扱うことができる。クラン｢Oasis｣の建物自体は親の世代からあったものらしく、ファンディスクではアルトワーズが懐かしがるシーンがある。
持っている杖はレスターの作品で、名前は「モンテッキア」。
チェルシー・アーコット（Chelsea Arcot）
声：宮川なつき / 同左 / 同左 / 今井麻美 / 同左
血液型：? 身長：170cm スリーサイズ：84（C）/60/87
神都"ラングバース"の神殿騎士の一人で、レスターの両親とは旧知の仲。アーティファクト展示会の警備のためにエルタリアにやって来た。エールを感知できるという特殊能力の持ち主。いわゆる「人」ではないため、年をとらない。ガーネットには一発で正体を見破られ、「剣たる少女」と呼ばれている。
アーティファクトをコアに持つミネットの護衛のため、「Oasis」と深く関わるようになる。また、アーティファクトの警備の他にある独自の使命を帯びている。
酷い方向音痴で、一人で行動していると確実に道に迷う。また、物事を剣に喩える癖がある。
アニエス・ブーランジュ（Agnes Boulange）
声：春山琴巳 / 同左 / 同左 /  水橋かおり / 同左
血液型：A型 身長：150cm スリーサイズ：76（A）/57/80
自称｢世界一の人形師｣。相棒は猫のオートマタのタンゴ。「伝説の人形師」と呼ばれたミゼ・アルトワーズの弟子にして「人間」としての一人娘。本名はアニエス・アルトワーズ。いなくなった師匠の手がかりを掴むため、エルタリアに訪れた。
路銀を稼ぐため街で人形を使った大道芸を披露していた際に、見物に訪れたレスターやカリーナと出会い意気投合する。その後成り行きで行動を共にしていたところ、偶然師匠の作品であるミネットの起動の現場に居合わせたため、ミネットの警護やメンテナンスのために「Oasis」のクランハウスに住み込むようになる。無意識にミネットを妹扱いしているフシがある。
芸術の国と言われるプランブリーズ出身。甘いものが大好きなプランジェンヌ（プランブリーズ女性。パリジェンヌと同じ使い方）の例に漏れず彼女も甘いものが大好き。
一人称は「あたし」だがたまに「わたし」になる。カリーナなど一部の人からは親しみを込めて「アニーちゃん」と呼ばれている。

### サブキャラクター
ニナ・リンドベルイ（Nina Lindberg）
声：佐本二厘 / 同左 / 同左 / 結本ミチル / 同左
血液型：O型 身長：157cm スリーサイズ：83（C）/58/88
「Oasis」のクランハウスの仕事全てを引き受ける管理人。元々はカリーナ専属のメイド。
実は大変な酒豪という一面を持ち、度々飲み比べの勝負を挑んでくるニックをいつも返り討ちにしている。
ニック・ラジャック（Nick La'juck）
声：子太明 / 同左 / 同左 / 藤原啓治 / 同左
血液型：B型 身長：188cm
冒険者クラン「Oasis」に所属する斧使い。いかつい風貌のみんなの兄貴分。その風貌からマフィアに間違えられることもある。木こりの一族出身。妹（ゲーム未登場）と同居している。
カリーナたちがクランを立ち上げたばかりの頃に参加し、先輩冒険者としてカリーナやレスターを導いてきた。
サルサ・トルティア（Salsa Tortilla）
声：成瀬未亜 / 深波羽美 / 成瀬未亜 / 柚原有里 / 同左
血液型：AB型 身長：150cm スリーサイズ：83（C）/57/86
「Oasis」の向かいのクラン、「トルティアC（カンパニー）」の副社長。双子の姉。北部大陸にある某国出身であり、ファンディスクで実はその某国の王女であることがほのめかされている。
道具を使用することに関しての才能があり、クランでは主にゴーレムの操縦を担当している。
カリーナ同様にレスターに好意を持っており、ことあるごとに対立している。妹のリトスを大切にしているが大抵彼女絡みで酷い目に遭っている。
リトス・トルティア（Ritos Tortilla）
声：安玖深音 / 同左 / 同左 / 後藤麻衣 / 同左
血液型：AB型 身長：152cm スリーサイズ：85（D）/56/86
「Oasis」の向かいのクラン、「トルティアC（カンパニー）」の社長。双子の妹。北部大陸にある某国出身。王女という立場をなげうって姉と一緒に家出した首謀者張本人。ただし、現在は実家とは和解していて公認になっている模様。
道具を製作することに関しての才能があり、クランでは主にゴーレムの調整を担当している。
いつも冷静で掴み所のない性格をしており、よく姉をからかったり、レスターを誘惑するフリをして姉やカリーナを挑発するのが趣味でさらにおいしいところ持っていくことが多い。
ナーガン・メイクラフト（Nagan Maycraft）
声：左高蹴 / 同左 / 同左 / 安元洋貴 / 同左
血液型：A型 身長： 190cm
エルタリア大聖堂の管理者。豪快なレスターの父。冒険者時代は巨大ハンマー使い。
シェリー・メイクラフト（Shelley Maycraft）
声：雅姫乃 / 同左 / 同左 / 高野直子 / 同左
血液型：B型 身長：161cm
レスターの母親。外見年齢がかなり若い。レスターを自分好みに育てたと語る。軽い性格のようだが、物事を見抜く力に長けており、話す言葉には深い意味があることが多い。リトスから「人間ではなくもっと上位の存在なのでは」と疑われている節がある。
ファビウス・ベルリッティ（Fabious Verritti）
声：井伊由田那 / 同左 / 同左 / 石丸博也 / 同左
血液型：O型 身長：185cm
カリーナの父で、エルタリアの国家元首。気さくな性格で、かつてはナーガン、シェリーと冒険していたこともあった。冒険者時代は格闘術を使って戦っていた。
フィオーレ・ベルリッティ（Fiore Verritti）
声：河合春華 / 同左 / 同左 / こおろぎさとみ / 同左
血液型：B型 身長：166cm
カリーナの母。しとやかな性格で、カリーナは母のようになりたいと思っている。
ガーネット（Garnet）
声：中野紗来 / 同左 / 同左 / 長谷川明子 / 同左
血液型：? 身長：140cm
自称・竜王の化身。普段は「竜の世界」にいるが、レスターたちに預けたアーティファクト「竜紅玉（カーバンクル）」を通じて精神体として呼び出される。精神体だが飲み食いは普通にできる。
アバディーン・ローランド（Aberdeen Roland）
声：紀之 / 同左 / 同左 / 杉山紀彰 / 同左
血液型：? 身長：177cm
アニエスの兄弟子。アニエスからは「アバ兄」と呼ばれている。人間をオートマタに改造する技術を持っていて、自らの身体もオートマタ化している。
ミリアム（Miriam）
声：みる / 同左 / 同左 / 壱智村小真 / 同左
血液型：? 身長：152cm
アバディーンの妹。クランメンバー以外で初めて出来たミネットの友達。実は病弱で長く生きられない可能性が高かったことから、アバディーンの手によってオートマタになった。幼くしてオートマタ化したため、外見はミネットと同世代のように見えるが実年齢はレスターやカリーナと同世代。
アヴリル（Avril）
声：九条信乃 / 同左 / 同左 / 後藤邑子 / 同左
血液型：? 身長：148cm
いつもアバディーンの傍にいる少女。ミネットと雰囲気が似ている。常人とは思えない高い戦闘能力を有しているがその正体は精巧なオートマタ。アニメ版ではミリアムの飼い猫がベースになっているような表現がある。
ミゼ・アルトワーズ（Mise Altoise）
声：錦部つかさ / 同左 / 同左 / 平田宏美 /
血液型：? 身長：?cm
アニエスとアバディーンの師匠（メトレス）で、ミネットの母親（製作者）。アニエスとは血の繋がった親子でもある。かつてはナーガンやシェリーと同じクランに所属していたこともある。
タンゴ（Tango）
声：河合春華 / 同左 / 同左 / こおろぎさとみ /
アニエスの作ったオートマタ。元は誕生日にもらった猫のぬいぐるみである。アニエスの作った人形の中で唯一、自分の意志を持ち、アニエスのよき話し相手である。大道芸でも活躍する。アニエスの技術で少なめには抑えられているものの、やはり高度なオートマタであるためエールの消費量が多く、回復のためによく眠っている。お風呂が苦手。タンゴは白猫だが、後にアニエスによってルンバという黒猫が作られ、ミネットに贈られた。本作のマスコット的存在で、ファンディスク「祝祭のカンパネラ!」のロゴにも登場している。
ゴーレム（Golem）
声：左高蹴 / 同左 / 同左 / 安元洋貴 /
「トルティアC（カンパニー）」でクエストなどに使われている巨大な動く石像。サルサが操縦しなければ動けないはずだが、リトスの命令にも反応したりするなど、自立稼動しているような場合が多々ある。「ゴーレム」としか喋れない。調整にはレスターも手伝いとして参加することがあり、その際に様々な武装を追加されていることがある。
モンテッキア（Montecchia）
声：不明 / 同左 / 平田宏美 / 同左
レスターの作ったカリーナの杖。後にアニエスのアドバイスをもらったレスターの再加工により、会話ができるようになる。冷静沈着、きまじめな性格。最初に漢字4字で言いたいことを要約する、独特の話し方が特徴。
ブルータマ
声：不明
クエスト「雪妖精の羽を探して」に出てくる晶石モンスター。
セリフは「やで〜」のみだが、名前と姿から『はぴねす!』の「タマちゃん」が基になっている。
同クエストのラストボスは巨大なブルータマで、ガーネットより「キングブルータマ」と名付けられた。
「ブルータマ」という名前の通り青色だが、PSP版では緑である。

## 用語解説
エルタリア（Ert’Aria）
ノストラム地方（Nostrum Region）という大陸の一地方の最北端に位置する貿易都市国家。
冒険者制度
ノストラム地方に存在する制度。冒険者クランというギルドのようなものが存在。
エール
大気中にも存在するエネルギーのようなもの。オートマタの動力源でもある。質量はないが、晶石から糸状に引き出すことが出来る。「万物の持つ“想い”の力」とも言われる。
流星群
エールが大量に降り注ぐ現象のこと。流星自体には質量がなく、仮に衝突したとしても被害はない。
人形師
アルトワーズやアニエスなど、人形を作ったりする人たちの事。
自動人形（オートマタ）
ミネットやタンゴなど自分の意志で動いたり喋ったりする人形の事。基本的に人形師にしか製作できない。エールを大量に消費するためよく眠る。

## スタッフ

### 祝福のカンパネラ
- 企画・原画 - こ〜ちゃ
- シナリオ - サイトウケンジ、ちゃとら、木之本みけ
- SD原画 - 成瀬未亜
- ボーカル曲 - Elements Garden
- BGM - Elements Garden、Ecnemuse
- 主題歌
オープニングテーマ 「祝福のカンパネラ」
歌 - 佐藤ひろ美・NANA / 作詞 - 佐藤ひろ美 / 作曲 - 上松範康（Elements Garden） / 編曲 - 菊田大介（Elements Garden）
エンディングテーマ 「たからもの」
歌 - 笶田みこ / 作詞 - 佐藤ひろ美 / 作編曲 - 菊田大介（Elements Garden）

### 祝祭のカンパネラ!
- 企画 - ういんどみる
- 原画 - こ〜ちゃ
- シナリオ - サイトウケンジ、代瀬涼
- ボーカル曲 - Elements Garden
- BGM - Ecnemuse
- 主題歌
オープニングテーマ 「祝祭のカンパネラ!」
歌・作詞 - 佐藤ひろ美 / 作曲 - 上松範康（Elements Garden） / 編曲 - 菊田大介（Elements Garden）
エンディングテーマ「CHANGE MY WORLD」
歌 - 桜川めぐ / 作詞 - 佐藤ひろ美 / 作編曲 - 中山真斗（Elements Garden）

## 購入特典
- 初回特典：原画・イラスト集＋BGM Digital Sound Tracks「la campanella della benedizione」
- 予約キャンペーン特典：フルカラーイラスト集「Il mondo di brillante colore」
- 店舗特典
  - ソフマップ：描き下ろしセミダブルフルカラーベッドシーツ+ドラマCD「熱狂無敵カンパネラ」
  - メッセサンオー：描き下ろしテレカ＋ドラマCD「てってけ祝福娘座談会!」
  - げっちゅ屋：描き下ろしテレカ+クリア下敷き

## 関連商品
漫画
『コンプティーク』（角川書店）2008年11月号から2010年9月号まで連載（漫画：虎向ひゅうら）。単行本は全3巻。
1. 2009年7月23日発売、ISBN 978-4-04715-268-7
2. 2010年2月23日発売、ISBN 978-4-04715-391-2
3. 2010年9月18日発売、ISBN 978-4-04715-522-0

『月刊コミックアライブ』（メディアファクトリー）2009年12月号から2010年10月号まで、「祝福のカンパネラ バルツァーレ!トルティア姉妹!」が連載（漫画：候之奏枝、構成協力：唯人）。単行本は全2巻。
マジキュー4コマ 祝福のカンパネラ（エンターブレイン、既刊2巻）
祝福のカンパネラ コミックアンソロジー（一迅社、既刊1巻）
書籍
TECH GIANスーパープレリュード『祝福のカンパネラ』（エンターブレイン、2008年12月12日発売）
祝福のカンパネラ オフィシャルファンブック（アスキー・メディアワークス、2009年7月発売）
小説
ハーヴェスト出版刊
祝福のカンパネラ Festa della Carina（著：三日堂・八木れんたろー、2009年7月1日発売）ISBN 4-434-13302-0
祝福のカンパネラ Festa della Agnes（著：三日堂・八木れんたろー、2009年8月1日発売） ISBN 4-434-13306-3
祝福のカンパネラ Festa della Chelsea（著：三日堂・八木れんたろー、2009年10月5日発売） ISBN 4-434-13613-5
祝福のカンパネラ Festa della Minette（著：凪小石・三日堂・八木れんたろー、2009年11月1日発売） ISBN 4-434-13616-X
祝福のカンパネラ Festa della Oasis（著：八木れんたろー、2010年1月1日発売） ISBN 4-434-13916-9
※短編集で、挿絵は複数のイラストレーターが担当する（こ〜ちゃは一切関与していない）。
CD
カードゲーム
Lycee
シルバーブリッツのトレーディングカードゲーム、Lyceeに参戦している。収録エキスパンションは、ういんどみる2.0など。

## インターネットラジオ
- 祝福のカンパネらじお（HOBiRECORDS、音泉：2008年10月8日 - 2009年3月25日）
  - パーソナリティ：成瀬未亜、後藤麻衣
- ラジオ「祝福のカンパネラ」〜クランOasisへようこそ!〜（ランティスウェブラジオ、音泉：2010年7月1日 - 2010年10月7日）
  - パーソナリティ：こやまきみこ、今井麻美

## テレビアニメ
2010年7月から9月まで、独立UHF局やAT-Xにて放送された。全12話。
ミゼ・アルトワーズの研究所など、一部の作中背景にはゲームの背景画がそのまま使われている。
2010年6月26日にアキバシアターにて第1話が先行上映され、カリーナ役のこやまきみことリトス役の後藤麻衣によるトークショーも開催された。

### スタッフ（アニメ）
- 原作 - ういんどみる
- キャラクター原案 - こ〜ちゃ
- 監督 - ウシロシンジ
- キャラクターデザイン - 藤田まり子
- 総作画監督 - 古賀誠
- メインアニメーター - 中原清隆
- プロップデザイン - 常木志伸、石本剛啓
- 美術監督 - 杉山祐子
- 色彩設計 - 木村早苗
- 撮影監督 - 今泉秀樹
- 編集・アニメーションプロデューサー - 櫻井崇
- 音楽 - Elements Garden
- 音楽プロデューサー - 伊藤善之
- 音響監督 - えのもとたかひろ
- プロデューサー - 丸山創、加藤正純、黄樹弐悠、山崎明日香、櫻井優香
- 制作プロデューサー - 岡村繁久
- 制作 - AIC
- 製作 - 祝福のカンパネラ製作委員会（マーベラスエンターテイメント、メディアファクトリー、AIC、エー・ティー・エックス、ランティス）

### 主題歌
オープニングテーマ
「シアワセは月より高く」（第2話 - 第7話、第9話 - 第11話）
作詞 - 畑亜貴 / 作曲・編曲 - オオヤギヒロオ / 歌 - 美郷あき
- 第12話ではエンディングテーマ（クレジット上ではオープニングテーマ）として使用。
- 第9話より歌詞が2番へ変更され、映像も一部変更された。

「夢のpreparation」（第8話）
作詞 - ハラユカ。、畑亜貴 / 作曲・編曲 - 高田暁 / 歌 - トルティアカンパニー（サルサ（柚原有里）、リトス（後藤麻衣）、ゴーレム（安元洋貴））
エンディングテーマ
「未来回帰線」（第1話 - 第8話）
作詞 - 畑亜貴 / 作曲・編曲 - 虹音 / 歌 - 橋本みゆき
- 第12話ではオープニングテーマ（クレジット上ではエンディングテーマ）として使用。

「AMELIA」（第9話 - 第11話）
作詞・作曲 - 後藤邑子 / 編曲 - 田辺トシノ / 歌 - 後藤邑子
挿入歌
「魔法それとも愛の魔法?」（第3話）
作詞 - まくたくま、畑亜貴 / 作曲 - 中谷あつこ / 編曲 - 中谷泰啓 / 歌 - カリーナ（こやまきみこ）
「夢よ、ひらけ!」（第4話）
作詞 - ハラユカ。 / 作曲 - 中谷あつこ / 編曲 - 伊藤俊 / 歌 - アニエス（水橋かおり）
「みらくるみらい」（第5話）
作詞 - ハラユカ。 / 作曲・編曲 - 鈴木盛広 / 歌 - ミネット（門脇舞以）
「清らかな誓い」（第6話）
作詞 - CAO / 作曲 - 和田耕平 / 編曲 - 安藤高弘 / 歌 - チェルシー（今井麻美）

### 各話リスト
| 話数   | サブタイトル      | 脚本           | 絵コンテ     | 演出                | 作画監督                                                                        |
| ------ | ----------------- | -------------- | ------------ | ------------------- | ------------------------------------------------------------------------------- |
| 第1話  | 流星群の夜        | 中村浩二郎     | ウシロシンジ | 駒屋健一郎          | 中原清隆                                                                        |
| 第2話  | 竜の世界          | 中村浩二郎     | 及川啓       | 及川啓              | 末広直貴、古川英樹                                                              |
| 第3話  | 絆の杖            | 中村浩二郎     | 伊能樹       | 清水聡              | 佐々木敏子                                                                      |
| 第4話  | 闇の中            | あみやまさはる | 別所誠人     | 徳本善信            | 飯飼一幸、亀谷響子                                                              |
| 第5話  | Oasisの休日       | 中村浩二郎     | 及川啓       | 依田正彦            | 中島美子、清水勝裕 小宮山由美子                                                 |
| 第6話  | パーティーの夜    | 中村浩二郎     | 仁昌寺義人   | 徳本善信 仁昌寺義人 | 加藤里香、中原清隆                                                              |
| 第7話  | 人形の森          | あみやまさはる | ウシロシンジ | 波田中智久          | 内田孝                                                                          |
| 第8話  | 8話だよ!全員集合! | サイトウケンジ | 及川啓       | 駒屋健一郎          | 志賀道憲、渡辺浩二                                                              |
| 第9話  | 異変の予兆        | 中村浩二郎     | 伊能樹       | 清水聡              | 水谷麻美子、中村統子                                                            |
| 第10話 | ミネットの選択    | あみやまさはる | 伊能樹       | 小野田雄亮          | 中島美子、細川修平                                                              |
| 第11話 | それぞれの思い    | サイトウケンジ | 稲垣隆行     | 北條史也            | 山本真嗣、馬場絵理 池川陽子、山崎輝彦 宮崎修治                                  |
| 第12話 | 祝福のカンパネラ  | 中村浩二郎     | 稲垣隆行     | 駒屋健一郎 及川啓   | 藤田まり子、中原清隆 中島美子、渡辺浩二 大河原晴男、服部憲知 加藤里香、村上真紀 |

### 放送局
| 放送地域 | 放送局             | 放送期間               | 放送日時                     | 放送系列       | 備考                                |
| -------- | ------------------ | ---------------------- | ---------------------------- | -------------- | ----------------------------------- |
| 東京都   | TOKYO MX           | 2010年7月3日 - 9月18日 | 土曜 1:30 - 2:00（金曜深夜） | 独立UHF局      |                                     |
| 埼玉県   | テレ玉             | 2010年7月4日 - 9月19日 | 日曜 1:30 - 2:00（土曜深夜） | 独立UHF局      |                                     |
| 千葉県   | チバテレビ         | 2010年7月4日 - 9月19日 | 日曜 1:35 - 2:05（土曜深夜） | 独立UHF局      |                                     |
| 日本全域 | AT-X               | 2010年7月5日 - 9月20日 | 月曜 11:00 - 11:30           | CS放送         | 製作委員会参加 リピート放送あり     |
| 日本全域 | AT-X               | 2011年6月13日          | 月曜 2:00 - 2:30（日曜深夜） | CS放送         | OVA 製作委員会参加 リピート放送あり |
| 兵庫県   | サンテレビ         | 2010年7月7日 - 9月22日 | 水曜 2:10 - 2:40（火曜深夜） | 独立UHF局      |                                     |
| 愛知県   | テレビ愛知         | 2010年7月8日 - 9月23日 | 木曜 2:28 - 2:58（水曜深夜） | テレビ東京系列 |                                     |
| 日本全域 | ニコニコチャンネル | 2010年7月9日 - 9月24日 | 金曜 12:00 更新              | ネット配信     | 最新話1週間無料                     |

### DVD / Blu-ray Disc
| 巻数                   | 発売日         | 収録内容        |
| ---------------------- | -------------- | --------------- |
| 祝福のカンパネラ 第1巻 | 2010年9月22日  | 第1話 - 第2話   |
| 祝福のカンパネラ 第2巻 | 2010年10月22日 | 第3話 - 第4話   |
| 祝福のカンパネラ 第3巻 | 2010年11月25日 | 第5話 - 第6話   |
| 祝福のカンパネラ 第4巻 | 2010年12月22日 | 第7話 - 第8話   |
| 祝福のカンパネラ 第5巻 | 2011年1月26日  | 第9話 - 第10話  |
| 祝福のカンパネラ 第6巻 | 2011年2月23日  | 第11話 - 第12話 |
| 祝福のカンパネラ OVA   | 2011年3月30日  | OVA本編         |

#### 映像特典
いっしょにばすたいむ
DVD / Blu-ray Discの各巻に収録。ポリゴン化されたキャラクターの入浴シーンが、2Dと3Dで映像化されている。第1巻はカリーナ編、第2巻はミネット編、第3巻はチェルシー編、第4巻はアニエス編、第5巻はサルサ&リトス編、第6巻は全員集合編。

## OVA
『祝福のカンパネラOVA』は2011年3月30日発売のテレビアニメの番外編OVA。メインスタッフはテレビシリーズと同様。2011年6月13日（6月12日深夜）にはAT-Xで放送された。

### 主題歌（OVA）
オープニングテーマ「シアワセは月より高く」
エンディングテーマ「未来回帰線」

### 各話リスト（OVA）
| エピソード                | 脚本           | 絵コンテ   | 演出       | 作画監督   |
| ------------------------- | -------------- | ---------- | ---------- | ---------- |
| カンパネラ学園            | サイトウケンジ | 及川啓     | 及川啓     | 中原清隆   |
| カンパネラ殺人事件        | サイトウケンジ | 伊能樹     | 仁昌寺義人 | 志賀道憲   |
| トルティア ザ・ムービー   | サイトウケンジ | 堤雄一郎   | 堤雄一郎   | 服部憲知   |
| 祝福戦隊 カンパネラン     | 中村浩二郎     | 徳本善信   | 仁昌寺義人 | 渡辺浩二   |
| ごーれむのいちにち        | 中村浩二郎     | 堤雄一郎   | 堤雄一郎   | 加藤里香   |
| レスター ぬいぐるみになる | 中村浩二郎     | 徳本善信   | 堤雄一郎   | 大河原晴男 |
| THE YAKYUKEN!!!!          | 中村浩二郎     | 駒屋健一郎 | 駒屋健一郎 | 藤田まり子 |
| 江留多理阿 温泉ぶらり旅   | 中村浩二郎     | 徳本善信   | 三浦陽     | 藤田まり子 |
| チェルシーをさがせ!       | 中村浩二郎     | 駒屋健一郎 | 駒屋健一郎 | 加藤里香   |